# Prostituzione in Messico
La prostituzione in Messico ha iniziato ad essere regolamentata a partire dal 1885; oggi si trova ad esser depenalizzata sotto la supervisione governativa, ma le leggi possono variare all'interno degli stati messicani e 13 su 31 di essi la regolano. La prostituzione minorile (compiuta da minorenni) è illegale, ma rimane una pratica relativamente comune.
In alcune città sono state adibite particolari zone che permettono l'esercizio della prostituzione, fungendo così da vero e proprio quartiere a luci rosse. In molte parti del paese lo sfruttamento della prostituzione è illegale, anche se si verificano spesso esser rapporti di lavoro tra prostitute e protettrici donne chiamate madrotas. Il governo offre infine anche rifugi in cui accoglie le ex prostitute.

## Storia
Nelle città di confine, come Mexicali e altre, bordelli locali e teatri vaudeville divennero gli spazi preferenziali per i turisti nordamericani ed europei fin dagli anni '30 del '900. Oggi si può sostenere che le riforme neo-liberali istituite alla fine del 1990 sotto l'amministrazione di Carlos Salinas, abbiano causato un'immigrazione di donne indigene dal sud del paese verso le zone di frontiera situate a nord per trovare lavoro nel commercio sessuale, oltre che nelle maquiladora. Casi di violenza occorsa a lavoratrici sessuali a Ciudad Juárez sono stati ricollegati ad atrocità simili commesse proprio contro le operaie nelle fabbriche.
Attualmente, gli uomini statunitensi costituiscono un settore importante della clientela delle prostitute messicane operanti nelle città di confine, come Tijuana e Ciudad Juárez; a metà degli anni 2000 più di 2/3 delle prostitute di queste due città avevano avuto almeno un cliente proveniente dagli Stati Uniti negli ultimi due mesi.

## Prostituzione minorile
La prostituzione minorile rappresenta un fenomeno rilevante dell'intera nazione ed il Messico continua ad essere una delle destinazioni preferite per i pedofili che praticano il turismo sessuale minorile; è inoltre uno dei punti caldi di sfruttamento sessuale minorile, assieme a Thailandia, Cambogia, Colombia, India e Brasile.
Uno studio condotto dall'UNICEF nel 2000 ha stimato che più di 16.000 bambini e adolescenti messicani maschi e femmine sono stati coinvolti nel giro della prostituzione. Uno studio del 2004 ha stimato invece in 17.000 minorenni il numero di vittime del commercio sessuale nell'intero paese; l'anno seguente è stato calcolato in più di 20.000 il numero delle vittime della prostituzione minorile.
Nella periferia di Città del Messico, su 13.000 bambini di strada, il 95% di loro ha avuto almeno un incontro sessuale con un adulto, la maggior parte dei quali attraverso la prostituzione. Nello stato meridionale povero del Chiapas, secondo alcuni gruppi che si occupano di diritti umani, i bambini posson venire venduti dalle stesse famiglie per 100-200 dollari: questa è considerata una delle regioni peggiori al mondo in termini di prostituzione minorile.
Il turismo sessuale che coinvolge i minorenni è più diffuso nella zona di frontiera settentrionale e nelle regioni a più alta densità turistica, da Acapulco a Guadalajara. I minori di solito vengono fatti passare attraverso il confine con gli USA con l'intento d'esser sfruttati sessualmente anche con la collaborazione di turisti, militari, polizia, funzionari commerciali e personale governativo.

## Tratta di esseri umani
Il Messico è sia fonte, zona di transito e paese di destinazione per persone vittime di tratta a fini di sfruttamento sessuale commerciale. La povertà e la corruzione generalizzata, ma anche la violenta guerra contro i narcotrafficanti, hanno contribuito alla proliferazione della schiavitù sessuale nel paese; gran parte del business del sesso è controllato da bande criminali. I gruppi ritenuti più vulnerabili alla tratta di esseri umani sono donne e bambini, ma anche le persone appartenenti a gruppi indigeni e i migranti privi di documenti.
Giovani donne migranti hanno raccontato d'esser state derubate, picchiate e violentate dai membri di bande criminali che poi le costringevano a prostituirsi per strada o nei locali esibendosi in Go-go dancing o altre forme di danza erotica, sotto la minaccia di ulteriori danni a loro o alle proprie famiglie. La maggior parte delle vittime di tratta non messicane provengono dall'America centrale, con minoranze significative provenienti da Brasile, Cuba, Cina, India e dai paesi dell'Europa dell'est.